# جمبو

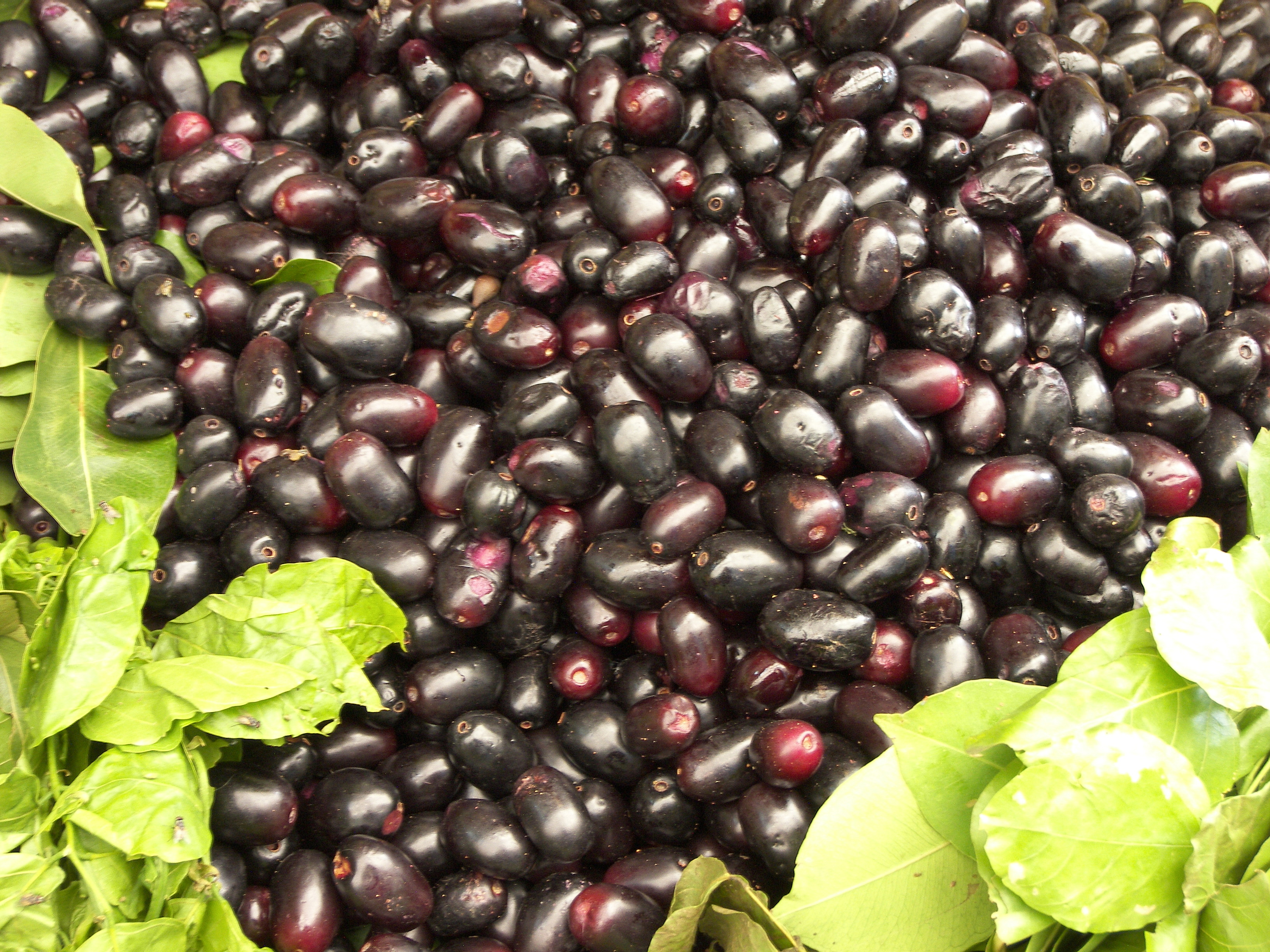
میوه جمبو

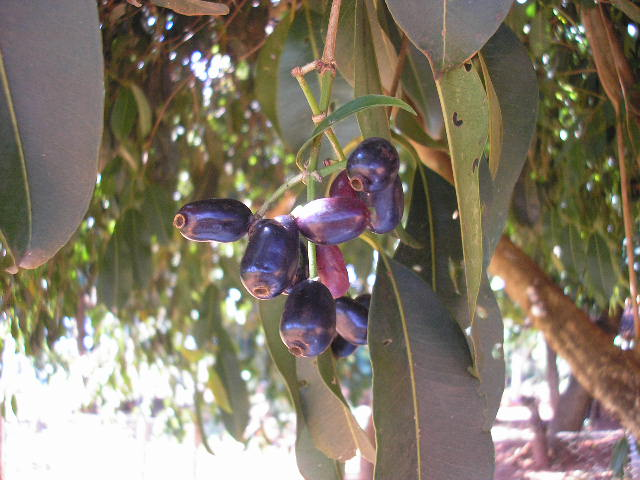
درخت جمبو

جمبو یا میوه جم یا آلو جاوه‌ای نام درخت میوه دار و همیشه سبزی است که در شهرها و مناطق ساحلی جنوب ایران می‌روید. این درخت گرمسیری با نام علمی (Syzygium cumini) بومی کشورهای هند، سریلانکا، بنگلادش و اندونزی است. نام این درخت در ایران برگرفته از نام هندی آن است. علاوه بر این کشورها، امروزه در بسیاری از کشورهای دیگر مانند فیلیپین، میانمار، برزیل، جزایر و کشورهای آمریکای مرکزی، فلوریدای آمریکا و برخی کشورهای آفریقایی درخت جمبو وجود دارد.

## جمبو در ایران
گفته می‌شود جمبو در حدود ۳۰۰ سال پیش توسط هندوهایی که با نیروهای انگلیسی به بوشهر آمده بودند به جنوب ایران وارد شده‌است.  جمبو به‌طور محدود در استان‌های بوشهر، هرمزگان و سیستان و بلوچستان کشت می‌شود.

## بازنمایی
درخت جمبو از جمله درختان سریع‌الرشد است که در دو سالگی می‌تواند به بلندی بیش از سه متر برسد. در هند، این درخت تا سی متر ارتفاع پیدا می‌کند، ولی در جنوب ایران معمولاً به بلندی ۷ تا ۱۴ متر دیده می‌شود و بیش از صد سال عمر می‌کند. منطقهٔ رویش این گیاه از ساحل دریا تا ارتفاع ۱۸۰۰ متر از سطح دریا است، ولی از ارتفاع ۶۰۰ متر به بالا میوه نمی‌دهد.

## سودمندی
ازآن‌جاکه که درخت جمبو تاج و منظره زیبایی دارد در بسیاری از مناطق رویش به عنوان درخت زینتی و سایه دار استفاده می‌شود. چوب آن محکم است و در مقابل آب استقامت زیادی دارد. در برخی کشورها، از چوب جمبو برای ساخت تراورس و وسایل و ابزارالات کشاورزی و روستایی و نیز سوخت استفاده می‌شود. از پوست این درخت به خاطر داشتن ۸ تا ۱۹ درصد تانن در صنعت چرم‌سازی استفاده می‌شود. گل‌های این درخت نیز مورد علاقه زنبورهای عسل است و به همین خاطر در صنعت زنبورداری مؤثر است. گلدهی این درخت در جنوب ایران در فروردین و اردیبهشت است و در ماه‌های تیر و مرداد ثمر می‌دهد. میوهٔ رسیده جمبو سیاهرنگ است و به شکل و اندازه زیتون یا کمی بزرگتر است. میوه جمبو که به صورت خوشه‌ای بوده و نخست کوچک و سبز است که رفته رفته بزرگتر و سرخرنگ می‌شود و سپس به رنگ سیاه در می‌آید. میوهٔ جمبو هسته بزرگی دارد که سخت نیست. بخش خوردنی آن نرم و آبدار است. جمبو کال گس و ترش است، ولی میوه رسیده شیرین و کمی ترش است. از جمبو می‌توان سرکه، شراب، ژله و انواع شربت‌ها تهیه کرد. سرکهٔ جمبو به دلیل خوشرنگ و معطر بودن در سراسر کشور هند ساخته و استفاده می‌شود. جمبو دارای انواع ویتامین‌ها و مواد معدنی است. علاوه بر این‌ها، بخش‌های مختلف گیاه ارزش دارویی دارند؛ به ویژه هسته‌های جمبو در درمان و کنترل بیماری قند (دیابت) مؤثرند.
در ادیان بودایی و هندی، درخت جمبو مقدس و محترم است و افسانه‌های زیادی دربارهٔ آن وجود دارد.

## نگارخانه

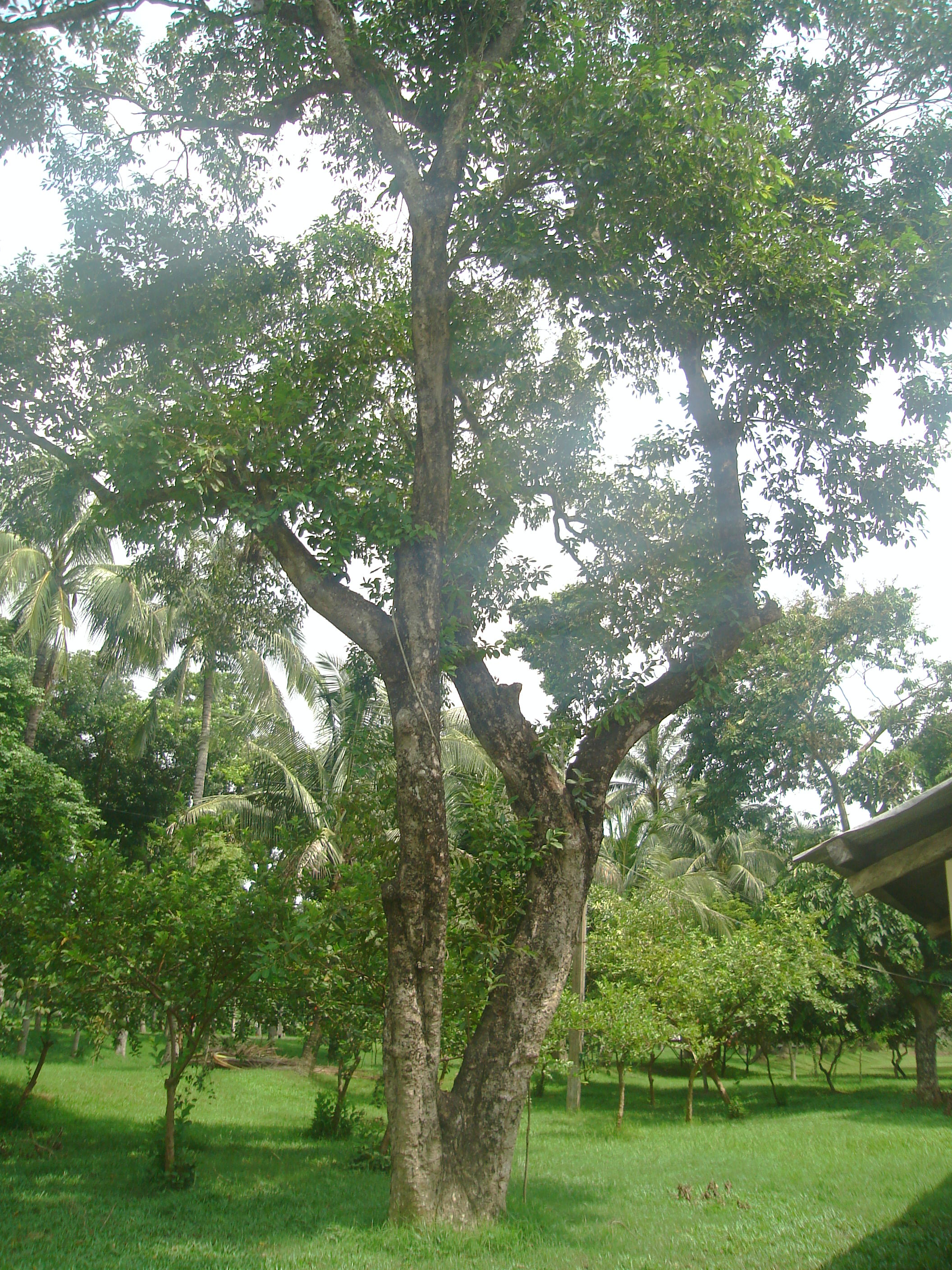
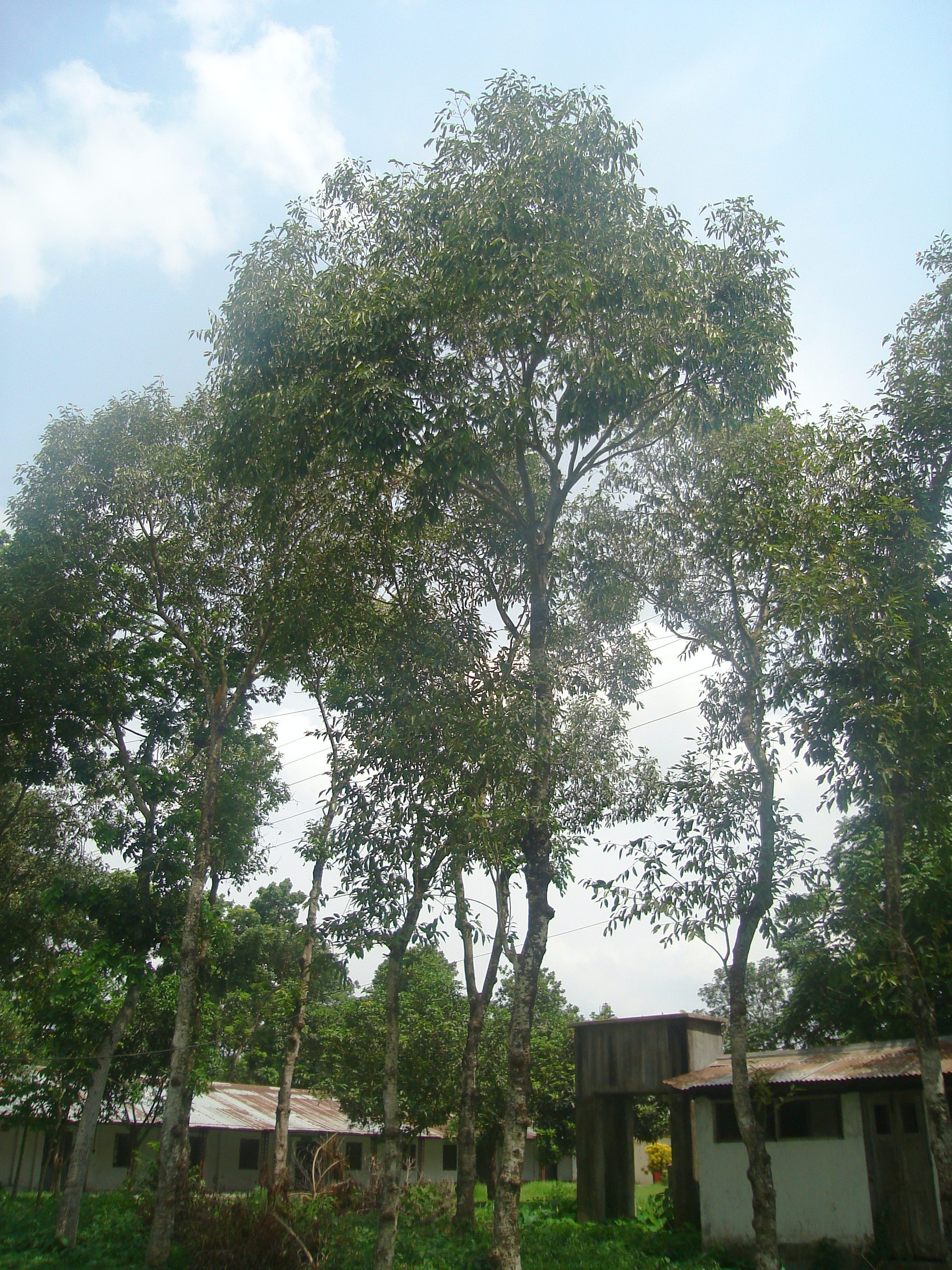
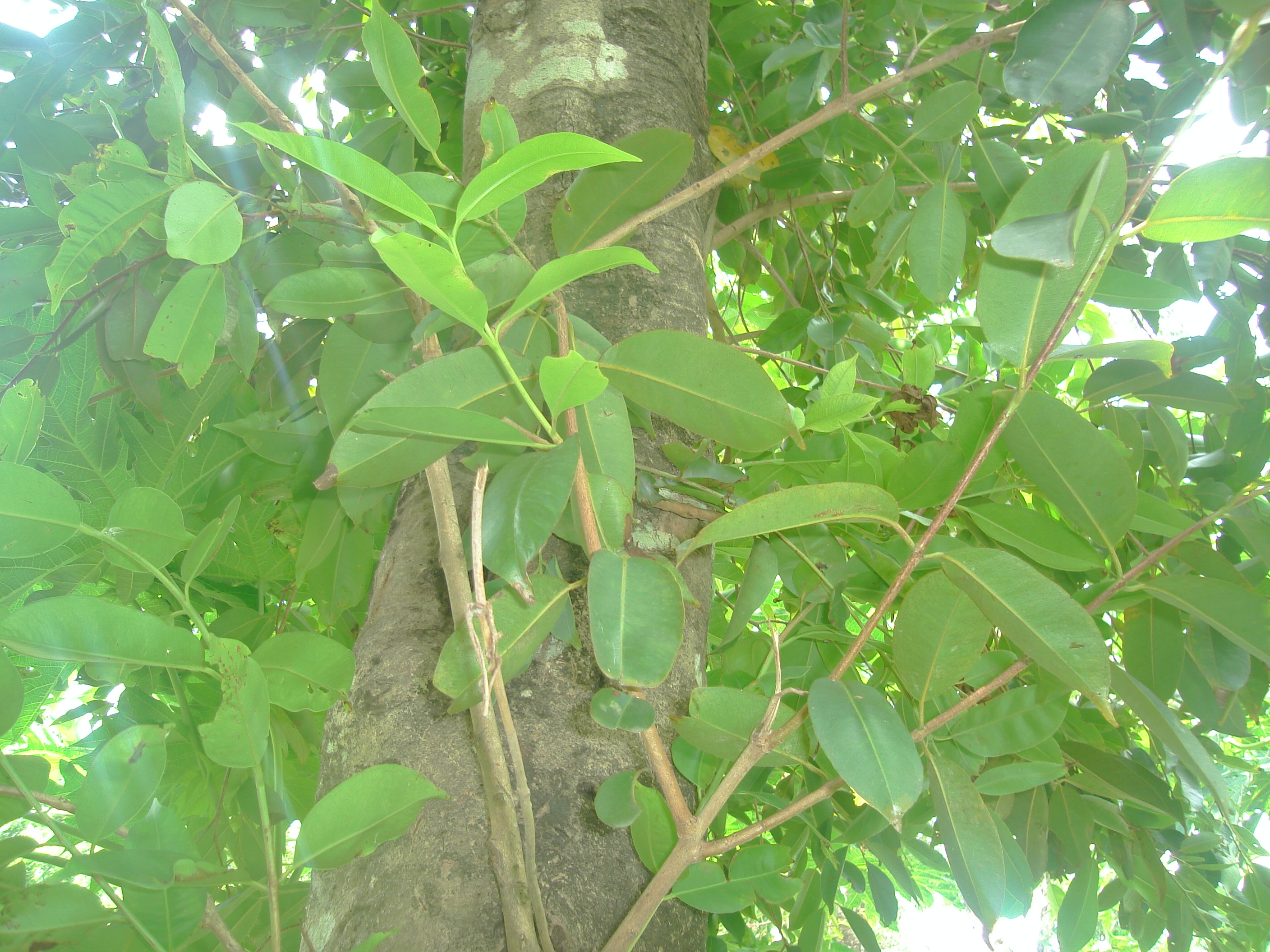